# Debrecen
Debrecen hay Debretin (phát âm tiếng Hungary: [ˈdɛbrɛtsɛn] ⓘ là thành phố lớn thứ nhì của Hungary, sau thủ đô Budapest. Thành phố có dân số 205.100 người. Diện tích là km2. Debrecen là trung tâm khu vực của vùng Bắc Đại Đồng Bằng và là thủ phủ của hạt Hajdu-Bihar.
Thành phố lần đầu tiên được đề cập bởi tên "Debrezun" vào năm 1235. Các giả thuyết cho rằng tên của nó là nguồn gốc Cuman. Trong các ngôn ngữ khác, tên của thành phố là những điều sau đây: Đức Debrezin, Serbia Debr (e) cin Tiếng Slovak Debrecín, Rumani Debreţin.
Trong lịch sử, Debrecen từng lần được chọn làm thủ đô. Lần thứ nhất là vào năm 1848-1849 và lần thứ hai vào cuối thế chiến 2.
Debrecen có cự ly 220 km về phía đông của Budapest. Nằm gần đó là Hortobágy, một vườn quốc gia trong phạm vi Hungary.